# Kvenréttindafélag Íslands
Kvenréttindafélag Íslands (Islands kvindesagsforening) er en islandsk tværpolitisk organisation, der arbejder for "kvinders rettigheder og ligestilling af alle køn i samfundet". Organisationen har især arbejdet for kvinders politiske rettigheder, stemmeret og politisk repræsentation. Den blev grundlagt i 1907. Den er den centrale organisation inden for den traditionelle borgerlige eller liberale kvindebevægelse på Island, men er i dag stort set politisk repræsentativ. Kvenréttindafélag Íslands støtter LGBTQA-rettigheder, og har udtalt, at foreningen "arbejder for alle kvinders rettigheder. Feminisme uden transkvinder er overhovedet ingen feminisme." Den har været medlem af International Alliance of Women siden 1907, og er dermed den islandske søsterorganisation til Dansk Kvindesamfund og Norsk Kvinnesaksforening. Formand er Tatjana Latinovic.
Kvenréttindafélag Íslands har både direkte medlemmer og tilknyttede medlemsorganisationer. Medlemsorganisationerne er
- Druslubækur og doðrantar
- Femínísk fjármál
- Fjöruverðlaunin
- Rótin
- Samtök um kvennaathvarfið
- Trans Ísland
- W.O.M.E.N. in Iceland, samtök kvenna af erlendum uppruna